# بيير ر. غراهام
بيير ر. غراهام (بالفرنسية: Pierre R. Graham)‏ هو دبلوماسي فرنسي، ولد في 10 أغسطس 1922 في سان نازير في فرنسا، وتوفي في 24 أبريل 1988.